# Atyphohelea macroneura
Atyphohelea macroneura är en tvåvingeart som först beskrevs av Malloch 1915.  Atyphohelea macroneura ingår i släktet Atyphohelea och familjen svidknott. Inga underarter finns listade i Catalogue of Life.